# Japán császárainak listája
A japán császár (天皇 tennó) a jelenlegi alkotmányosan elfogadott jelképe a japán népnek és egységének. Ő a japán császári család feje. Napjainkban az egyetlen uralkodó a világon, aki a császár címet viseli.
Az első 28 császár uralkodásának ideje, de különösen az első 16-é a japán történeti hagyományon alapul. Sem régészeti leletekkel, sem fennmaradt leírásokkal nem igazolható létezésük.

## Mitikus császárok  (I. e. 660–I. u. 269)
|                                    | Kép                      | Uralkodási név                                                            | Uralkodott                     | Japán név | Személyes név                                           | Megjegyzések                                                     |
| ---------------------------------- | ------------------------ | ------------------------------------------------------------------------- | ------------------------------ | --------- | ------------------------------------------------------- | ---------------------------------------------------------------- |
| 1.                                 |                          | Dzsinmu császár * I. e. 711. február 13. † I. e. 585. április 9. (126 év) | I. e. 660 – I. e. 585 (75 év)  | 神武天皇  | Kamujamato Ivarebiko (Kamu Jamato Ivare Hiko no Mikoto) | A mítosz szerint a napistennő, Amateraszu Ómikami leszármazottja |
| Interregnum? I. e. 585 – I. e. 581 |                          |                                                                           |                                |           |                                                         |                                                                  |
| 2.                                 |                          | Szuizei császár * I. e. 632 † I. e. 549. május 10. (83 év)                | I. e. 581 – I. e. 549 (32 év)  | 綏靖天皇  | Kamu Nunagavamimi no Mikoto                             | Dzsinmu fia.                                                     |
| 3.                                 |                          | Annei császár * I. e. 577 † I. e. 511. december 6. (66 év)                | I. e. 549 – I. e. 511 (38 év)  | 安寧天皇  | Sikicuhiko Tamademi no Mikoto                           | Szuizei fia.                                                     |
| 4.                                 |                          | Itoku császár * I. e. 553 † I. e. 477. szeptember 8. (76 év)              | I. e. 510 – I. e. 477 (33 év)  | 懿徳天皇  | Oho Jamatohiko Szukitomo no Mikoto                      | Annei fia.                                                       |
| 5.                                 |                          | Kósó császár * I. e. 506 † I. e. 393. augusztus 5. (113 év)               | I. e. 476 – I. e. 393 (83 év)  | 孝昭天皇  | Mimacuhiko Kaeszine no Mikoto                           | Itoku fia.                                                       |
| 6.                                 |                          | Kóan császár * I. e. 427 † I. e. 291. január 9. (136 év)                  | I. e. 392 – I. e. 291 (101 év) | 孝安天皇  | Oho Jamato Taraszihiko Kunioszi Hito no Mikoto          | Kósó fia.                                                        |
| 7.                                 |                          | Kórei császár * I. e. 342 † I. e. 215. február 8. (127 év)                | I. e. 290 – I. e. 215 (75 év)  | 孝霊天皇  | Oho Jamato Nekohiko Futoni no Mikoto                    | Kóan fia.                                                        |
| 8.                                 |                          | Kógen császár * I. e. 273 † I. e. 158. szeptember 2. (115 év)             | I. e. 214 – I. e. 158 (56 év)  | 孝元天皇  | Oho Jamato Nekohiko Kuni Kuru no Mikoto                 | Kórei fia.                                                       |
| 9.                                 |                          | Kaika császár * I. e. 208 † I. e. 98. április 9. (110 év)                 | I. e. 157 – I. e. 98 (59 év)   | 開化天皇  | Vaka Jamato Nekohiko Oho Bibino no Mikoto               | Kógen fia.                                                       |
| 10.                                |                          | Szudzsin császár * I. e. 148 † I. e. 30. december 5. (118 év)             | I. e. 97 – I. e. 30 (67 év)    | 崇神天皇  | Mimaki Irihiko Inie no Mikoto                           | Kaika fia.                                                       |
| 11.                                | Kéretik képpel bővíteni. | Szuinin császár * I. e. 69. január 1. † I. u. 70. július 14. (139 év)     | I. e. 29 – I. u. 70 (99 év)    | 垂仁天皇  | Ikume Irihiko Iszacsi no Mikoto                         | Szudzsin fia.                                                    |
| 12.                                | Kéretik képpel bővíteni. | Keikó császár * 60. november 7. † 130. december 23. (70 év)               | 71 – 130 (59 év)               | 景行天皇  | Oho Taraszihiko Oszirovake no Mikoto                    | Szuinin fia.                                                     |
| 13.                                | Kéretik képpel bővíteni. | Szeimu császár * 84 † 191. június 11. (107 év)                            | 131 – 191 (60 év)              | 成務天皇  | Vaka Taraszihiko                                        | Keiko fia.                                                       |
| 14.                                |                          | Csúai császár * 149 † 200. február 6./március 8. (51 év)                  | 192 – 200 (8 év)               | 仲哀天皇  | Taraszi Nakacuhiko no Mikoto                            | Jamatotakeru fia, Keikó unokája.                                 |
| Interregnum 200 – 269              |                          |                                                                           |                                |           |                                                         |                                                                  |
| –                                  |                          | Dzsingú császárné * 169 † 269. június 3. (100 év)                         | [ 209 – 269 ] (60 év)          | 神功皇后  | Okinaga Tarasihime no Mikoto                            | Csóai felesége. Kormányzó.                                       |

## Jamato-kor(Kofun-kor,270–539)
|     | Kép                      | Uralkodási név                                              | Uralkodott        | Japán név | Személyes név                                                   | Megjegyzések                                                                           |
| --- | ------------------------ | ----------------------------------------------------------- | ----------------- | --------- | --------------------------------------------------------------- | -------------------------------------------------------------------------------------- |
| 15. |                          | Ódzsin császár * 200. január 5. † 310. március 31. (110 év) | 270 – 310 (40 év) | 応神天皇  | Fondano Miko no Mikoto Otomovake no Mikoto Humudavake no Mikoto | Csúai és Dzsingú fia. Utolsó történelem előtti császár; Hacsiman istenként tisztelték. |
| 16. |                          | Nintoku császár * 257 † 399. február 7. (142 év)            | 313 – 399 (86 év) | 仁徳天皇  | Oho Szazaki no Mikoto                                           | Ódzsin fia.                                                                            |
| 17. | Kéretik képpel bővíteni. | Ricsú császár * 336 † 405. március 26. (69 év)              | 400 – 405 (5 év)  | 履中天皇  | Iszaho Vake no Mikoto                                           | Nintoku fia.                                                                           |
| 18. | Kéretik képpel bővíteni. | Hanzei császár * 336. január 23. † 410. február 12. (74 év) | 406 – 410 (4 év)  | 反正天皇  | Tadzsihi Mizuha Vake no Mikoto                                  | Nintoku fia.                                                                           |
| 19. | Kéretik képpel bővíteni. | Ingjó császár * 376 † 453. február 8. (77 év)               | 411 – 453 (42 év) | 允恭天皇  | Vo Aszazuma Vakugo no Szukune                                   | Nintoku fia.                                                                           |
| 20. | Kéretik képpel bővíteni. | Ankó császár * 401 † 456. augusztus 9. (55 év)              | 453 – 456 (3 év)  | 安康天皇  | Anaho no Mikoto                                                 | Ingjo fia.                                                                             |
| 21. |                          | Júrjaku császár * 418 † 479. augusztus 7. (61 év)           | 456 – 479 (13 év) | 雄略天皇  | Oho Hacusze Vakatakeru no Mikoto                                | Ingjo fia.                                                                             |
| 22. | Kéretik képpel bővíteni. | Szeinei császár * 444 † 484. január 16. (40 év)             | 480 – 484 (4 év)  | 清寧天皇  | Sziraga Takehiro Kuni Oszi Vaka Jamato Neko no Mikoto           | Júrjaku fia.                                                                           |
| 23. | Kéretik képpel bővíteni. | Kenzó császár * 450 † 487. április 25.                      | 485 – 487 (2 év)  | 顕宗天皇  | Ohoke no Mikoto                                                 | Ricsú unokája.                                                                         |
| 24. | Kéretik képpel bővíteni. | Ninken császár * 449 † 498. augusztus 8.                    | 488 – 498 (10 év) | 仁賢天皇  | Ohoszi (Ohoszu) no Mikoto / Szimano Iracuko                     | Kenzó testvére.                                                                        |
| 25. | Kéretik képpel bővíteni. | Burecu császár * 489 † 507. január 7.                       | 498 – 507 (9 év)  | 武烈天皇  | Vohacusze Vakaszazaki                                           | Ninken fia.                                                                            |
| 26. | Kéretik képpel bővíteni. | Keitai császár * 450 † 531. március 10. (81 év)             | 507 – 531 (24 év) | 継体天皇  | Óto/Hikofuto (Hikofuto no Mikoto/Ódo no Szumera Mikoto)         | Burecu sógora, és Ódzsin szépunokája. Valószínűleg új dinasztiát alapított.            |
| 27. | Kéretik képpel bővíteni. | Ankan császár * 466 † 536. január 15. (70 év)               | 531 – 536 (5 év)  | 安閑天皇  | Hirokuni Ositake Kanahi no Mikoto                               | Keitai fia.                                                                            |
| 28. | Kéretik képpel bővíteni. | Szenka császár * 467 † 539. március 15. (72 év)             | 536 – 539 (3 év)  | 宣化天皇  | Takeo Hirokuni Ositate no Mikoto                                | Keitai fia.                                                                            |

## Aszuka-kor(539–710)
|     | Kép                      | Uralkodási név                                                     | Uralkodott             | Japán név | Személyes név                                                                            | Megjegyzések                              |
| --- | ------------------------ | ------------------------------------------------------------------ | ---------------------- | --------- | ---------------------------------------------------------------------------------------- | ----------------------------------------- |
| 29. | Kéretik képpel bővíteni. | Kimmei császár * 509 † 571. április 15. (62 év)                    | 539 – 571 (32 év)      | 欽明天皇  | Amekuni Osiharuki Hironiva no Szumera Mikoto                                             | Keitai fia.                               |
| 30. | Kéretik képpel bővíteni. | Bidacu császár * 538 † 585. szeptember 14. (47 év)                 | 572 – 585 (13 év)      | 敏達天皇  | Oszada no Nunakura no Futotamasiki no Mikoto                                             | Kimmei fia.                               |
| 31. |                          | Jómei császár * 540 † 587. május 21. (47 év)                       | 585 – 587 (2 év)       | 用明天皇  | Óe/Tacsibana no Tojohi no Szumera Mikoto                                                 | Kimmei fia.                               |
| 32. | Kéretik képpel bővíteni. | Szusun császár * 523 † 592. december 11. (69 év)                   | 587 – 592 (5 év)       | 崇峻天皇  | Hacuszebe no (Vakaszaszagi) Mikoto                                                       | Kimmei fia.                               |
| 33. |                          | Szuiko császárnő * 554 † 628. április 15. (74 év)                  | 593 – 628 (35 év)      | 推古天皇  | Nukatabe/Tojomike Kasikijahime                                                           | Bidacu féltestvére és felesége.           |
| 34. | Kéretik képpel bővíteni. | Dzsomei császár * 593. április 17. † 641. november 17. (48 év)     | 629 – 641 (12 év)      | 舒明天皇  | Tamura (Oki Nagatarasihi Hironuka no Szumera Mikoto)                                     | Bidacu (de nem Szuikotól való) unokája.   |
| 35. |                          | Kógjoku császárnő * 594. augusztus 7. † 661. augusztus 24. (67 év) | 642 – 645 (3 év)       | 皇極天皇  | Takara (Ame Tojotakaraikasi Hitarasi Hime no Szumera Mikoto)                             | Dzsomei felesége, és Bidacu unokája.      |
| 36. | Kéretik képpel bővíteni. | Kótoku császár * 596. április 22. † 654. november 24. (58 év)      | 645 – 654 (9 év)       | 孝徳天皇  | Karu (Ame Jorozu Tojohi no Szumera Mikoto)                                               | Kógjoku testvére.                         |
| 37. |                          | Szaimei császárnő = Kógjoku (2. uralkodás)                         | 654 – 661 (7 év)       | 斉明天皇  | Takara (Ame Tojotakaraikasi Hitarasi Hime no Szumera Mikoto)                             | Kógjoku 2. uralkodása más felvett névvel. |
| 38. |                          | Tendzsi császár * 626 † 672. január 7. (46 év)                     | 661 – 672 (11 év)      | 天智天皇  | Kacuragi/Nakano-óe (Ame Mikoto Hirakaszuvake no Mikoto/Amacu Mikoto Szakivake no Mikoto) | Dzsomei és Kógjoku fia.                   |
| 39. | Kéretik képpel bővíteni. | Kóbun császár * 648 † 672. augusztus 24. (24 év)                   | 672 (<1 év)            | 弘文天皇  | Ótomo                                                                                    | Tendzsi fia.                              |
| 40. |                          | Tenmu császár * 631 † 686. október 1. (55 év)                      | 672 – 686 (14 év)      | 天武天皇  | Óama/Ohosiama/Ószama (Ame no Nunahara Oki no Mahito no Szumera Mikoto)                   | Dzsomei és Kógjoku fia.                   |
| 41. |                          | Dzsitó császárnő * 645 † 703. január 13. (58 év)                   | 686 – 697 (11 év)      | 持統天皇  | Unonoszarara (Takama no Harahiro no Hime no Szumera Mikoto)                              | Tendzsi leánya és Temmu felesége.         |
| 42. |                          | Mommu császár * 683 † 707. június 15. (24 év)                      | 697 – 707 (10 év)      | 文武天皇  | Karu (Ame no Mamune Tojoohodzsi no Szumera Mikoto)                                       | Gemmei fia, ill. Temmu és Dzsitó unokája. |
| 43. |                          | Gemmei császárnő * 661 † 721. december 29. (60 év)                 | 707 – 710 (össz. 8 év) | 元明天皇  | Ahe (Jamatoneko Amacu Misiro Tojokuni Narihime no Szumera Mikoto)                        | Tendzsi leánya.                           |

## Nara-kor(710–794)
|     | Kép                      | Uralkodási név                                              | Uralkodott              | Japán név | Személyes név                                                          | Megjegyzések                            |
| --- | ------------------------ | ----------------------------------------------------------- | ----------------------- | --------- | ---------------------------------------------------------------------- | --------------------------------------- |
| 43. |                          | Gemmei császárnő Ld. feljebb                                | 710 – 715 (össz. 8 év)  | 元明天皇  | Ahe (Jamatoneko Amacu Misiro Tojokuni Narihime no Szumera Mikoto)      |                                         |
| 44. |                          | Gensó császárnő * 680 † 748. április 21. (68 év)            | 715 – 724 (9 év)        | 元正天皇  | Hidaka/Niinomi (Jamatoneko Takamizu Kijotarasi Hime no Szumera Mikoto) | Mommu testvére.                         |
| 45. |                          | Sómu császár * 701 † 756. június 4. (55 év)                 | 724 – 749 (24 év)       | 聖武天皇  | Obito (Amesirusi Kuniosiharuki Tojoszakurahiko no Szumera Mikoto)      | Mommu fia.                              |
| 46. | Kéretik képpel bővíteni. | Kóken császárnő * 718 † 770. augusztus 28. (52 év)          | 749 – 758 (9 év)        | 孝謙天皇, | Abe (Jamatoneko no Szumera Mikoto)                                     | Sómu leánya.                            |
| 47. | Kéretik képpel bővíteni. | Dzsunnin császár * 733 † 765. november 10. (32 év)          | 758 – 764 (6 év)        | 淳仁天皇  | Ói                                                                     | Temmu unokája.                          |
| 48. | Kéretik képpel bővíteni. | Sótoku császárnő = Kóken (2. uralkodás)                     | 764 – 770 (6 év)        | 称徳天皇  | Abe (Jamatoneko no Szumera Mikoto)                                     | Kóken 2. uralkodása más felvett névvel. |
| 49. | Kéretik képpel bővíteni. | Kónin császár * 709. november 18. † 782. január 11. (72 év) | 770 – 781 (11 év)       | 光仁天皇  | Sirakabe (Amemune Takacugi no Mikoto)                                  | Tendzsi unokája.                        |
| 50. |                          | Kammu császár * 737 † 806. április 9. (69 év)               | 781 – 794 (össz. 25 év) | 桓武天皇  | Jamabe (Jamatoneko Amacu Hicugi Ijaderi no Mikoto)                     | Kónin fia.                              |

## Heian-kor(794–1185)
|     | Kép                      | Uralkodási név                                                       | Uralkodott            | Japán név  | Személyes név                                      | Megjegyzések                                         |
| --- | ------------------------ | -------------------------------------------------------------------- | --------------------- | ---------- | -------------------------------------------------- | ---------------------------------------------------- |
| 50. |                          | Kammu császár Ld. feljebb                                            | 794–806 (össz. 25 év) | 桓武天皇   | Jamabe (Jamatoneko Amacu Hicugi Ijaderi no Mikoto) |                                                      |
| 51. | Kéretik képpel bővíteni. | Heizei császár * 774. augusztus 15. † 824. augusztus 5. (49 év)      | 806–809 (3 év)        | 平城天皇   | Ate (Jamatoneko Ameosikuni Takahiko no Mikoto)     | Kammu fia.                                           |
| 52. |                          | Szaga császár * 786. szeptember 7. † 842. július 15. (55 év)         | 809–823 (14 év)       | 嵯峨天皇   | Kamino                                             | Kammu fia.                                           |
| 53. | Kéretik képpel bővíteni. | Dzsunna császár * 786 † 840. május 8. (54 év)                        | 823–833 (10 év)       | 淳和天皇   | Ótomo                                              | Kammu fia.                                           |
| 54. | Kéretik képpel bővíteni. | Ninmjó császár * 808. szeptember 27. † 850. május 6. (41 év)         | 833–850 (17 év)       | 仁明天皇   | Maszara                                            | Szaga fia.                                           |
| 55. |                          | Montoku császár * 826. január 22. † 858. október 7. (32 év)          | 850–858 (8 év)        | 文徳天皇   | Micsijaszu                                         | Ninmjó fia.                                          |
| 56. |                          | Szeiva császár * 850. május 10. † 881. január 7. (30 év)             | 858–876 (18 év)       | 清和天皇   | Korehito                                           | Montoku fia.                                         |
| 57. |                          | Józei császár * 868. december 16. † 949. október 23. (80 év)         | 876–884 (6 év)        | 陽成天皇   | Szadaakira                                         | Szeiva fia.                                          |
| 58. |                          | Kókó császár * 830 † 887. augusztus 26. (57 év)                      | 884–887 (3 év)        | 光孝天皇   | Tokijaszu                                          | Ninmjó fia.                                          |
| 59. |                          | Uda császár * 867. június 10. † 931. szeptember 3. (64 év)           | 887–897 (10 év)       | 宇多天皇   | Szadami                                            | Kókó fia.                                            |
| 60. |                          | Daigo császár * 885. január 18. † 930. október 23. (45 év)           | 897–930 (33 év)       | 醍醐天皇   | Acuhito                                            | Uda fia.                                             |
| 61. |                          | Szuzaku császár * 923. szeptember 7. † 952. szeptember 6. (28 év)    | 930–946 (16 év)       | 朱雀天皇   | Jutaakira                                          | Daigo fia.                                           |
| 62. |                          | Murakami császár * 926. július 14. † 967. július 5. (40 év)          | 946–967 (21 év)       | 村上天皇   | Nariakira                                          | Daigo fia.                                           |
| 63. | Kéretik képpel bővíteni. | Reizei császár * 949. június 12. † 1011. november 21. (62 év)        | 967–969 (2 év)        | 冷泉天皇   | Norihira                                           | Murakami fia.                                        |
| 64. | Kéretik képpel bővíteni. | Enjú császár * 959. március 2. † 991. február 12. (31 év)            | 969–984 (15 év)       | 円融天皇   | Morihira                                           | Murakami fia.                                        |
| 65. |                          | Kazan császár * 967. január 26. † 1008. február 8. (40 év)           | 984–986 (2 év)        | 花山天皇   | Moroszada                                          | Reizei fia.                                          |
| 66. |                          | Icsidzsó császár * 980. július 15. † 1011. július 25. (31 év)        | 986–1011 (25 év)      | 一条天皇   | Jaszuhito/Kanehito                                 | Enjú fia.                                            |
| 67. |                          | Szandzsó császár * 976. február 6. † 1017. június 5. (41 év)         | 1011 – 1016 (5 év)    | 三条天皇   | Okiszada/Ijaszada                                  | Reizei fia.                                          |
| 68. | Kéretik képpel bővíteni. | Go-Icsidzsó császár * 1008. október 12. † 1036. május 15. (27 év)    | 1016 – 1036 (20 év)   | 後一条天皇 | Acuhira                                            | Icsidzsó fia.                                        |
| 69. | Kéretik képpel bővíteni. | Go-Szuzaku császár * 1009. december 14. † 1045. február 7. (35 év)   | 1036 – 1045 (9 év)    | 後朱雀天皇 | Acunaga/Acujosi                                    | Icsidzsó fia.                                        |
| 70. | Kéretik képpel bővíteni. | Go-Reizei császár * 1025. augusztus 28. † 1068. május 22. (42 év)    | 1045 – 1068 (23 év)   | 後冷泉天皇 | Csikahito                                          | Go-Szuzaku fia.                                      |
| 71. | Kéretik képpel bővíteni. | Go-Szandzsó császár * 1034. szeptember 3. † 1073. június 15. (38 év) | 1068 – 1073 (5 év)    | 後三条天皇 | Takahito                                           | Go-Szuzaku fia.                                      |
| 72. | Kéretik képpel bővíteni. | Sirakava császár * 1053. július 7. † 1129. július 24. (76 év)        | 1073 – 1086 (13 év)   | 白河天皇   | Szadahito                                          | Go-Szandzsó fia. Kolostori szabályozás: 1087 – 1129. |
| 73. | Kéretik képpel bővíteni. | Horikava császár * 1079. augusztus 8. † 1107. augusztus 9. (28 év)   | 1087 – 1107 (20 év)   | 堀河天皇   | Taruhito                                           | Sirakava fia.                                        |
| 74. |                          | Toba császár * 1103. február 24. † 1156. július 20. (53 év)          | 1107 – 1123 (16 év)   | 鳥羽天皇   | Munehito                                           | Horikava fia. Kolostori szabályozás: 1129 – 1156.    |
| 75. |                          | Szutoku császár * 1119. július 7. † 1164. szeptember 14. (45 év)     | 1123 – 1142 (19 év)   | 崇徳天皇   | Akihito                                            | Toba fia.                                            |
| 76. | Kéretik képpel bővíteni. | Konoe császár * 1139. június 16. † 1155. augusztus 22. (16 év)       | 1142 – 1155 (13 év)   | 近衛天皇   | Narihito                                           | Toba fia.                                            |
| 77. |                          | Go-Sirakava császár * 1127. október 18. † 1192. április 26. (64 év)  | 1155 – 1158 (3 év)    | 後白河天皇 | Maszahito                                          | Toba fia. Kolostori szabályozás: 1158 – 1192.        |
| 78. |                          | Nidzsó császár * 1143. július 31. † 1165. szeptember 5. (22 év)      | 1158 – 1165 (7 év)    | 二条天皇   | Morihito                                           | Go-Sirakava fia.                                     |
| 79. | Kéretik képpel bővíteni. | Rokudzsó császár * 1164. december 28. † 1176. augusztus 23. (11 év)  | 1165 – 1168 (3 év)    | 六条天皇   | Jorihito                                           | Nindzsó fia.                                         |
| 80. |                          | Takakura császár * 1161. szeptember 23. † 1181. január 30. (19 év)   | 1168 – 1180 (12 év)   | 高倉天皇   | Norihito                                           | Go-Sirakava fia.                                     |
| 81. |                          | Antoku császár * 1178. december 22. † 1185. március 24. (6 év)       | 1180 – 1185 (5 év)    | 安徳天皇   | Tokihito                                           | Takakura fia.                                        |

## Kamakura-kor(1185–1333)
|     | Kép                      | Uralkodási név                                                        | Uralkodott                | Japán név  | Személyes név     | Megjegyzések      |
| --- | ------------------------ | --------------------------------------------------------------------- | ------------------------- | ---------- | ----------------- | ----------------- |
| 82. |                          | Go-Toba császár * 1180. augusztus 6. † 1239. március 28. (58 év)      | 1185 – 1198 (13 év)       | 後鳥羽天皇 | Takahira          | Takakura fia.     |
| 83. | Kéretik képpel bővíteni. | Cucsimikado császár * 1196. január 3. † 1231. november 6. (35 év)     | 1198 – 1210 (12 év)       | 土御門天皇 | Tamehito          | Go-Toba fia.      |
| 84. |                          | Dzsuntoku császár * 1197. október 22. † 1242. október 7. (44 év)      | 1210 – 1221 (11 év)       | 順徳天皇   | Morihira/Morinari | Go-Toba fia.      |
| 85. | Kéretik képpel bővíteni. | Csúkjó császár * 1218. október 30. † 1234. június 18. (15 év)         | 1221 (<1 év)              | 仲恭天皇   | Kanehira/Kanenari | Dzsuntoku fia.    |
| 86. |                          | Go-Horikava császár * 1212. március 22. † 1234. augusztus 31. (22 év) | 1221 – 1232 (11 év)       | 後堀河天皇 | Jutahito          | Takakura unokája. |
| 87. |                          | Sidzsó császár * 1231. március 17. † 1242. február 10. (10 év)        | 1232 – 1242 (10 év)       | 四条天皇   | Micuhito/Hidehito | Go-Horikava fia.  |
| 88. |                          | Go-Szaga császár * 1220. április 1. † 1272. március 17. (51 év)       | 1242 – 1246 (4 év)        | 後嵯峨天皇 | Kunihito          | Cucsimikado fia.  |
| 89. | Kéretik képpel bővíteni. | Go-Fukakusza császár * 1243. június 28. † 1304. augusztus 17. (61 év) | 1246 – 1260 (14 év)       | 後深草天皇 | Hiszahito         | Go-Szaga fia.     |
| 90. |                          | Kamejama császár * 1249. július 9. † 1305. október 4. (55 év)         | 1260 – 1274 (14 év)       | 亀山天皇   | Cunehito          | Go-Szaga fia.     |
| 91. |                          | Go-Uda császár * 1267. december 17. † 1324. július 16. (56 év)        | 1274 – 1287 (13 év)       | 後宇多天皇 | Johito            | Kamejama fia.     |
| 92. |                          | Fusimi császár * 1265. május 10. † 1317. október 8. (52 év)           | 1287 – 1298 (11 év)       | 伏見天皇   | Hirohito          | Go-Fokakusza fia. |
| 93. |                          | Go-Fusimi császár * 1288. április 5. † 1336. május 17. (48 év)        | 1298 – 1301 (3 év)        | 後伏見天皇 | Tanehito          | Fusimi fia.       |
| 94. |                          | Go-Nidzsó császár * 1285. március 9. † 1308. szeptember 10. (23 év)   | 1301 – 1308 (7 év)        | 後二条天皇 | Kuniharu          | Go-Uda fia.       |
| 95. |                          | Hanazono császár * 1297. augusztus 14. † 1348. december 2. (51 év)    | 1308 – 1318 (10 év)       | 花園天皇   | Tomihito          | Fusimi fia.       |
| 96. |                          | Go-Daigo császár * 1288. november 26. † 1339. szeptember 19. (50 év)  | 1318 – 1333 (össz. 21 év) | 後醍醐天皇 | Takaharu          | Go-Uda fia.       |

## Muromacsi-kor(1333–1573)

### Az Északi- és Déli udvar kora(1333–1392)

#### Északi udvar(1333–1392)
|                         | Kép                      | Uralkodási név                                                   | Uralkodott          | Japán név  | Személyes név | Megjegyzések                                                                |
| ----------------------- | ------------------------ | ---------------------------------------------------------------- | ------------------- | ---------- | ------------- | --------------------------------------------------------------------------- |
|                         |                          | Kógon császár * 1313. augusztus 1. † 1364. augusztus 5. (51 év)  | 1331 – 1333 (2 év)  | 光厳天皇   | Kazuhito      | Go-Fusimi fia.                                                              |
|                         |                          | Kómjó császár * 1322. január 11. † 1380. július 26. (48 év)      | 1336 – 1348 (12 év) | 光明天皇   | Jutahito      | Go-Fusimi fia.                                                              |
|                         | Kéretik képpel bővíteni. | Szukó császár * 1334. május 25. † 1398. január 31. (63 év)       | 1348 – 1351 (3 év)  | 崇光天皇   | Okihito       | Kógon fia.                                                                  |
| Interregnum 1351 – 1352 |                          |                                                                  |                     |            |               |                                                                             |
|                         |                          | Go-Kógon császár * 1338. március 23. † 1374. március 12. (35 év) | 1352 – 1371 (19 év) | 後光厳天皇 | Ijahito       | Kógon fia.                                                                  |
|                         |                          | Go-Enjú császár * 1359. január 11. † 1393. június 6. (34 év)     | 1371 – 1382 (11 év) | 後円融天皇 | Ohito         | Go-Kógon fia.                                                               |
|                         |                          | Go-Komacu császár                                                | 1382 – 1392 (9 év)  | 後小松天皇 | Motohito      | Go-Enjú fia. Újraegyesítette az udvarokat 1392-ben. Lásd a 100-nál, lentebb |

#### Déli udvar (1333–1392)
|     | Kép                      | Uralkodási név                                         | Uralkodott                | Japán név  | Személyes név     | Megjegyzések     |
| --- | ------------------------ | ------------------------------------------------------ | ------------------------- | ---------- | ----------------- | ---------------- |
| 96. |                          | Go-Daigo császár Ld. feljebb                           | 1333 – 1339 (össz. 21 év) | 後醍醐天皇 | Takaharu          |                  |
| 97. |                          | Go-Murakami császár * 1328 † 1368. március 29. (40 év) | 1339 – 1368 (29 év)       | 後村上天皇 | Norinaga/Norijosi | Go-Daigo fia.    |
| 98. | Kéretik képpel bővíteni. | Csókei császár * 1343 † 1394. augusztus 27. (51 év)    | 1368 – 1383 (15 év)       | 長慶天皇   | Jutanari          | Go-Murakami fia. |
| 99. |                          | Go-Kamejama császár * 1347 † 1424. május 10. (77 év)   | 1383 – 1392 (9 év)        | 後亀山天皇 | Hironari          | Go-Murakami fia. |

### Egységes császárság (1392–1573)
|      | Kép                      | Uralkodási név                                                       | Uralkodott                | Japán név    | Személyes név | Megjegyzések               |
| ---- | ------------------------ | -------------------------------------------------------------------- | ------------------------- | ------------ | ------------- | -------------------------- |
| 100. |                          | Go-Komacu császár * 1377. augusztus 1. † 1433. december 1. (56 év)   | 1392 – 1412 (20 év)       | 後小松天皇   | Motohito      | Go-Enjú fia. Lásd fentebb. |
| 101. | Kéretik képpel bővíteni. | Sókó császár * 1401. május 12. † 1428. augusztus 30. (27 év)         | 1412 – 1428 (16 év)       | 称光天皇     | Mihito        | Go-Komacu fia.             |
| 102. |                          | Go-Hanazono császár * 1419. július 10. † 1471. január 18. (51 év)    | 1428 – 1464 (36 év)       | 後花園天皇   | Hikohito      | Szukó dédunokája.          |
| 103. | Kéretik képpel bővíteni. | Go-Cucsimikado császár * 1442. július 3. † 1500. október 21. (58 év) | 1464 – 1500 (36 év)       | 後土御門天皇 | Fuszahito     | Go-Hanazono fia.           |
| 104. | Kéretik képpel bővíteni. | Go-Kasivabara császár * 1464. november 19. † 1526. május 19. (61 év) | 1500 – 1526 (26 év)       | 後柏原天皇   | Kacuhito      | Go-Cucsimikado fia.        |
| 105. |                          | Go-Nara császár * 1495. január 26. † 1557. szeptember 27. (62 év)    | 1526 – 1557 (31 év)       | 後奈良天皇   | Tomohito      | Go-Kasivabara fia.         |
| 106. |                          | Ógimacsi császár * 1517. június 18. † 1593. február 6. (75 év)       | 1557 – 1573 (össz. 29 év) | 正親町天皇   | Micsihito     | Go-Nara fia.               |

## Azucsi–Momojama-kor(1573–1603)
|      | Kép | Uralkodási név                                                       | Uralkodott                | Japán név  | Személyes név     | Megjegyzések  |
| ---- | --- | -------------------------------------------------------------------- | ------------------------- | ---------- | ----------------- | ------------- |
| 106. |     | Ógimacsi császár Ld. feljebb                                         | 1573 – 1586 (össz. 29 év) | 正親町天皇 | Micsihito         |               |
| 107. |     | Go-Józei császár * 1572. december 31. † 1617. szeptember 25. (44 év) | 1586 – 1603 (össz. 25 év) | 後陽成天皇 | Kazuhito/Katahito | Ógimacsi fia. |

## Edo-kor(1603–1867)
|      | Kép | Uralkodási név                                                                | Uralkodott                | Japán név  | Személyes név     | Megjegyzések                                 |
| ---- | --- | ----------------------------------------------------------------------------- | ------------------------- | ---------- | ----------------- | -------------------------------------------- |
| 107. |     | Go-Józei császár Ld. .feljebb                                                 | 1603 – 1611 (össz. 25 év) | 後陽成天皇 | Kazuhito/Katahito |                                              |
| 108. |     | Go-Mizunoo császár * 1596. június 29. † 1680. szeptember 11. (84 év)          | 1611 – 1629 (18 év)       | 後水尾天皇 | Kotohito          | Go-Józei fia. Másik nevén: Go-Minoo császár. |
| 109. |     | Meisó császárnő * 1624. január 9. † 1696. december 4. (72 év)                 | 1629 – 1643 (14 év)       | 明正天皇   | Okiko             | Go-Mizunoo leánya.                           |
| 110. |     | Go-Kómjó császár * 1633. április 20. † 1654. október 30. (21 év)              | 1643 – 1654 (11 év)       | 後光明天皇 | Cuguhito          | Go-Mizunoo fia.                              |
| 111. |     | Go-Szai császár * 1638. január 1. † 1685. március 22. (47 év)                 | 1655 – 1663 (8 év)        | 後西天皇   | Nagahito          | Go-Mizunoo fia.                              |
| 112. |     | Reigen császár * 1654. július 9. † 1732. szeptember 24. (78 év)               | 1663 – 1687 (24 év)       | 霊元天皇   | Szatohito         | Go-Mizunoo fia.                              |
| 113. |     | Higasijama császár * 1675. október 21. † 1710. január 16. (34 év)             | 1687 – 1709 (22 év)       | 東山天皇   | Aszahito          | Reigen fia.                                  |
| 114. |     | Nakamikado császár * 1702. január 14. † 1737. május 10. (35 év)               | 1709 – 1735 (26 év)       | 中御門天皇 | Jaszuhito         | Higasijama fia.                              |
| 115. |     | Szakuramacsi császár * 1720. február 8. † 1750. május 28. (30 év)             | 1735 – 1747 (12 év)       | 桜町天皇   | Teruhito          | Nakamikado fia.                              |
| 116. |     | Momozono császár * 1741. április 14. † 1762. augusztus 31. (21 év)            | 1747 – 1762 (15 év)       | 桃園天皇   | Toohito           | Szakuramacsi fia.                            |
| 117. |     | Go-Szakuramacsi császárnő * 1740. szeptember 23. † 1813. december 24. (73 év) | 1762 – 1771 (9 év)        | 後桜町天皇 | Tosiko            | Szakuramacsi leánya.                         |
| 118. |     | Go-Momozono császár * 1758. augusztus 5. † 1779. december 16. (21 év)         | 1771 – 1779 (8 év)        | 後桃園天皇 | Hidehito          | Momozono fia.                                |
| 119. |     | Kókaku császár * 1771. szeptember 23. † 1840. december 11. (69 év)            | 1780 – 1817 (37 év)       | 光格天皇   | Tomohito          | Go-Momozono veje és Higasijama dédunokája.   |
| 120. |     | Ninkó császár * 1800. március 16. † 1846. február 21. (45 év)                 | 1817 – 1846 (29 év)       | 仁孝天皇   | Ajahito           | Kókaku fia.                                  |
| 121. |     | Kómei császár * 1831. július 22. † 1867. január 30. (35 év)                   | 1846 – 1867 (21 év)       | 孝明天皇   | Oszahito          | Ninkó fia.                                   |

## Modern Japán (1867óta)

### Japán Birodalom(1867–1945)
|      | Kép                                             | Uralkodási név                                                   | Uralkodott                | Japán név | Személyes név | Megjegyzések                                                                                                  |
| ---- | ----------------------------------------------- | ---------------------------------------------------------------- | ------------------------- | --------- | ------------- | --- |
| 122. | Black and white photo of emperor Meiji of Japan | Meidzsi császár * 1852. november 3. † 1912. július 30. (59 év)   | 1867 – 1912 (45 év)       | 明治天皇  | Mucuhito      | Kómei fia. Első császár az alkotmányos monarchiában és évszázadok óta az első, aki politikai hatalommal bírt. |
| 123. | EmperadorDeJapón--excitingpersonal00ever        | Taisó császár * 1879. augusztus 31. † 1926. december 25. (47 év) | 1912 – 1926 (14 év)       | 大正天皇  | Josihito      | Meidzsi fia.                                                                                                  |
| 124. | Hirohito in Nederland (1971)                    | Sóva császár * 1901. április 29. † 1989. január 7. (87 év)       | 1926 – 1945 (össz. 63 év) | 昭和天皇  | Hirohito      | Taisó fia. Az utolsó császár, aki politikai hatalommal bírt.                                                  |

### Háború utáni Japán (1945óta)
|      | Kép                                                                                   | Uralkodási név                       | Uralkodott                | Japán név | Személyes név | Megjegyzések |
| ---- | ------------------------------------------------------------------------------------- | ------------------------------------ | ------------------------- | --------- | ------------- | ------------ |
| 124. | Hirohito in Nederland (1971)                                                          | Sóva császár Ld. feljebb             | 1945 – 1989 (össz. 63 év) | 昭和天皇  | Hirohito      |              |
| 125. | Emperor Akihito cropped 3 Barack Obama Emperor Akihito and Empress Michiko 20140424 1 | Heiszei császár * 1933. december 23. | 1989 – 2019 (össz. 30 év) | 明仁      | Akihito       | Sóva fia.    |
| 126. | Emperor Naruhito at TICAD7 (cropped)                                                  | Reiwa császár * 1960. február 23.    | 2019 –                    | 徳仁      | Naruhito      | Akihito fia. |

## Fordítás
- Ez a szócikk részben vagy egészben  a   List of Japanese monarchs című angol Wikipédia-szócikk fordításán alapul.  Az eredeti cikk szerkesztőit annak laptörténete sorolja fel. Ez a jelzés csupán a megfogalmazás eredetét és a szerzői jogokat jelzi, nem szolgál a cikkben szereplő információk forrásmegjelöléseként.
- Ez a szócikk részben vagy egészben  a   Liste der Tennō című német Wikipédia-szócikk fordításán alapul.  Az eredeti cikk szerkesztőit annak laptörténete sorolja fel. Ez a jelzés csupán a megfogalmazás eredetét és a szerzői jogokat jelzi, nem szolgál a cikkben szereplő információk forrásmegjelöléseként.